# Greytown (Nieuw-Zeeland)
Greytown, is een plaats, aan Highway 2, in de regio Wellington op het Noordereiland van Nieuw-Zeeland, 80 kilometer ten noordwesten van Wellington en 25 kilometer ten zuidwesten van Masterton.

## Geschiedenis
Greytown werd voor het eerst bewoond op 27 maart 1854 en vernoemd naar de gouverneur van Nieuw-Zeeland George Edward Grey, die de aankoop van het land van de Māori regelde.
In de jaren zeventig van de 19e eeuw werd een spoorlijn aangelegd tussen Featherston en Masterton. Greytown werd hier niet op aangesloten, maar na jaren van protest werd op 14 mei 1880 het station Greytown geopend. Het station sloot op 24 december 1953, omdat de opbrengsten slechts het tiende deel waren van de kosten.

## Architectuur
Greytown beschouwt zichzelf als de stad met de meeste victoriaanse architectuur in Nieuw-Zeeland. Ook in nieuwbouw wordt veel in deze stijl ontworpen en veel winkels hebben hun gevels uit de jaren zeventig vervangen door victoriaanse architectuur.
De monumenten in Greytown worden beschermd door het Greytown Community Heritage Trust. De mooie architectuur van de stad zorgt ook voor een steeds toenemend toerisme.

## Māori Parlement

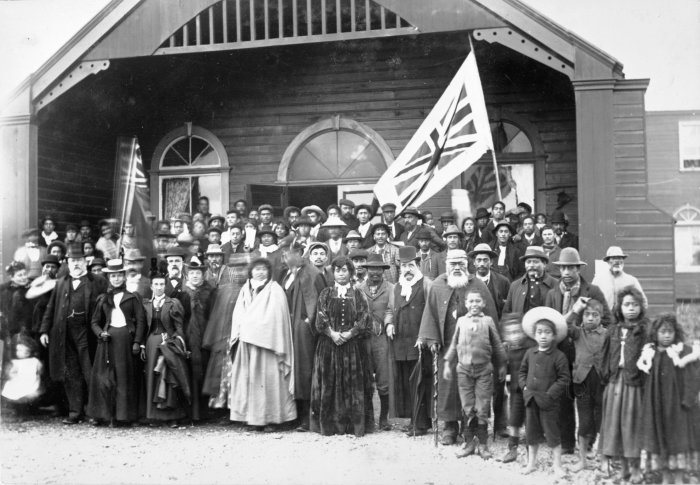
Opening van het Māori Parlement in Pāpāwai, Greytown, 1897, bijgewoond door Premier Richard John Seddon.

Pāpāwai marae ligt net ten oosten van Greytown. Op het einde van de 19e eeuw was Pāpāwai een belangrijke plaats van de Kotahitanga, de Māori parlements beweging. Zittingen van het Kotahitanga parlement werden gehouden in Pāpāwai. Er werd een groot gebouw neergezet in Pāpāwai als parlementshuis, welke werd gebruikt voor zittingen in 1897 en 1898. Het parlementsgebouw raakte in onbruik vanaf 1910, maar eind jaren 80 is Pāpāwai marae volledig gerestaureerd en weer in gebruik genomen door de lokale bevolking.

## Trivia
- De eerste boomfeestdag in Nieuw-Zeeland werd in Greytown gehouden op 3 juli 1890.
- Greytown Rugby club, gesticht in 1877, is een van de oudste rugbyclubs van het land.
- Greytown Cricket Club is de op een na oudste cricket club in Nieuw -Zeeland, opgericht in 1867, 10 jaar voor er een cricket competitie in Nieuw-Zeeland was.
- Greytown heeft een lagere school met 400 leerlingen, die al bestaat sinds 1857.